# 임재백
임재백(본명 : 임재훈)(1988년 9월 4일 ~ )은 대한민국의 희극 배우다.

## 출연
- 《개그콘서트》
  - 《우행쇼》
  - 《불편한 진실》
  - 《감수성》
  - 《막말자》
  - 《KBS 스페셜 그것이 알고싶은 추적 60분 수첩》실험자 역
  - 《남자가 필요없는 이유》
  - 《엔젤스》
  - 《편하게 있어》
  - 《후궁뎐; 꽃들의 전쟁》
  - 《날 보러 와요》
  - 《비정상 교도소》
  - 《명인본색》 손님 역
  - 《재백아》
  - 《민상토론》
  - 《리얼 사운드》 임재백 박사 역
  - 《환상의 커플》 김승혜의 남자친구 역
  - 《아재씨》 퇴마사2 역
  - 《다시보기》
  - 《불상사》 차장 역
  - 《창과 방패》
  - 《아무말 대잔치》
  - 《봉숭아학당》뮤지컬 배우 꿈꾸는 사람 역
  - 《형제 진행형》
  - 《웃짜가족 푸딩이》

## 유행어
- 여기 사장 어디있어요? 사장 나오라 그래요!(명인본색)
- 여기야, 아주 무시무시한 악령의 기운이 느껴져..(아재씨)
- 아재야! 아재 악령이야! 빨리 나가! 나가!(아재씨)
- 이봐 아재! 도대체 이러는 이유가 뭐야?(아재씨)
- 오! 신입사원! 신사!(불상사)
- 이건 ○○이고 이건 ○○이야.(불상사)
- 이거야? 이거야?(불상사)
- 난 ○○이야.(불상사)
- 어떤 거 할래?(불상사)
- 송 과장, ○○하러 갈래?(불상사)
- 그래, 그럼. 이따 저녁 7시에 일 끝나면 ○○에가서 ○○하면서 ○○하자!(불상사)
- 뭐야? (불상사)
- 부장님, ○○하러 가시죠. (불상사)
- 엎드려. 난 선생이고, 넌 교장이야 (아무말 대잔치)